# Fernando Linero
Fernando Linero (Santa Marta, 4 de octubre de 1957) es un músico y poeta colombiano. Realizó estudios de música en el Conservatorio de la Universidad Nacional de Colombia; Estudió filosofía  y Letras en la Universidad Católica de La Salle. Entre sus trabajos más sobresalientes se encuentran, Sonata del sonámbulo, La risa del saxo, Aparte de amor, Guijarros y Palabras para el hombre.